# Dmitri Iwanowitsch Burdin
Dmitri Iwanowitsch Burdin (russisch Дмитрий Иванович Бурдин; * 17. Augustjul. / 30. August 1914greg. in Zarizyn; † 6. Januar 1978 in Moskau) war ein sowjetischer Architekt und Hochschullehrer.

## Leben
Dmitri Burdin studierte am Moskauer Architektur-Institut (MArchI) bei Nikolai Wladimirowitsch Markownikow und W. N. Wladimirowa mit Abschluss 1937. 1941 wurde er Aspirant in der Akademie der Architektur der UdSSR bei Andrei Konstantinowitsch Burow, Georgi Pawlowitsch Golz, Michail Pawlowitsch Parusnikow und Alexander Wassiljewitsch Wlassow.
Burdin beschäftigte sich zusammen mit B. Blochin mit der Problematik des Baus großer Wohnblocks. Er war an der Planung und dem Bau des rechtsufrigen Magnitogorsks (1948–1952) und des Bezirks Degunino-Beskudnikowo (1964) in Moskau beteiligt. Er war einer der führenden Architekten beim Bau des Fernsehturms Ostankino. Er entwickelte Musterprojekte für Kindertagesstätten, Krankenhäuser und Wohnhäuser. Er baute Vertretungen und Pavillons der UdSSR auf internationalen Ausstellungen in Thailand, Indonesien, Argentinien, Brasilien, Japan und in der Schweiz. Daneben lehrte er von 1945 bis 1947 sowie von 1950 bis 1957 am MArchI. Von 1963 bis 1976 war er Vizechefarchitekt Moskaus.
Burdin gehörte zu den bedeutendsten Vertretern des „industriellen Bauens“, bei dem sich sowjetische Architekten nach der Regierungszeit Josef Stalins auf die Moderne zurückbesannen.

## Ehrungen, Preise
- Orden des Roten Banners der Arbeit
- Ehrenzeichen der Sowjetunion
- Verdienter Baumeister der RSFSR (1966)[2]
- Leninpreis (1970) für den Fernsehturm Ostankino[2]
- Staatspreis der UdSSR (1982 postum) für das Hotel Ismailowo[2]

## Werke

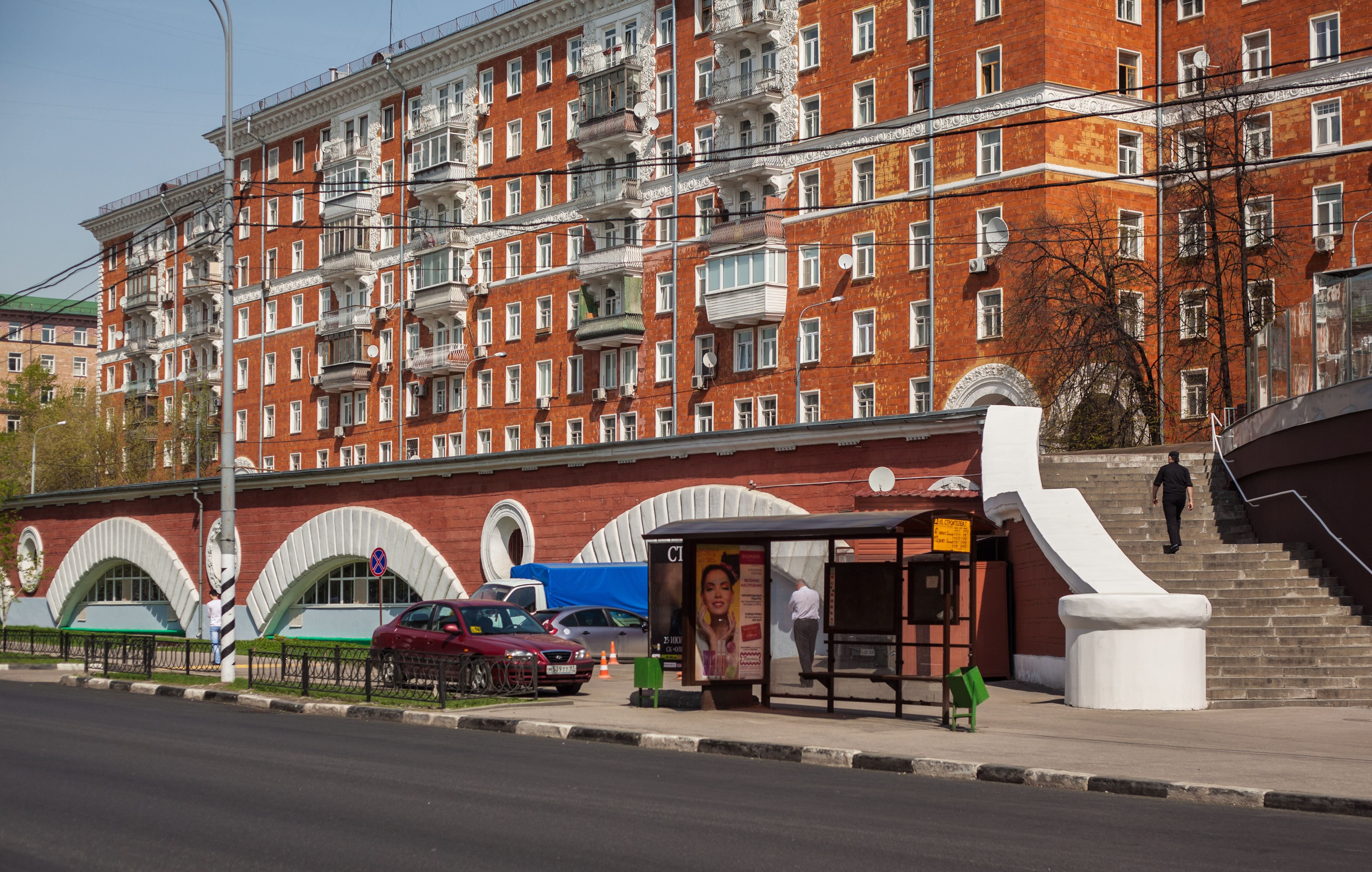
Die Roten Häuser (1954 mit M. Lizizian, J. Umanskaja, A. Russanowa und A. Miltschuk), Uliza Stroitelei, Moskau
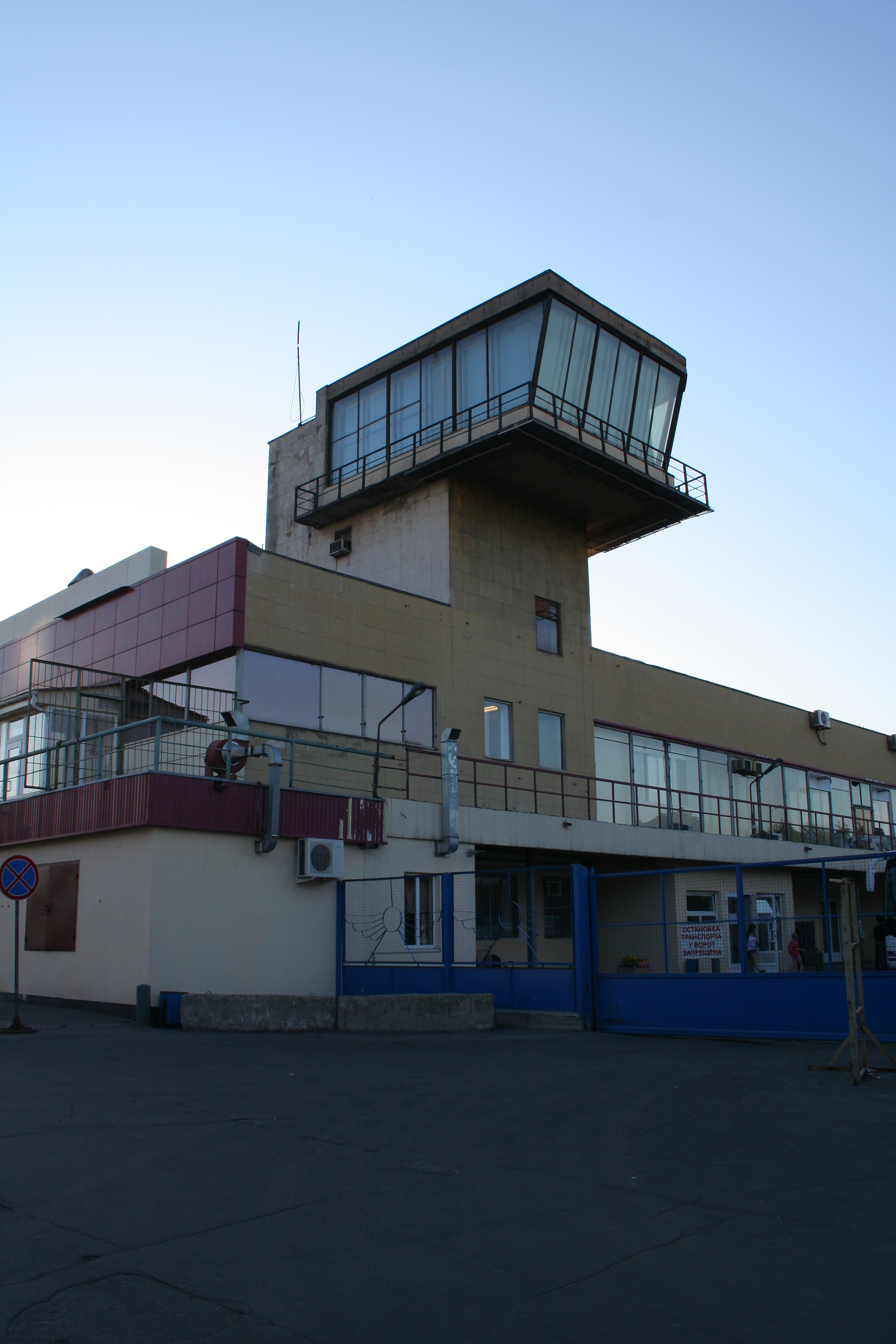
Flughafenterminal auf dem Chodynkafeld (1960–1965 mit Leonid Iljitsch Batalow und anderen, 2017 abgerissen), Moskau
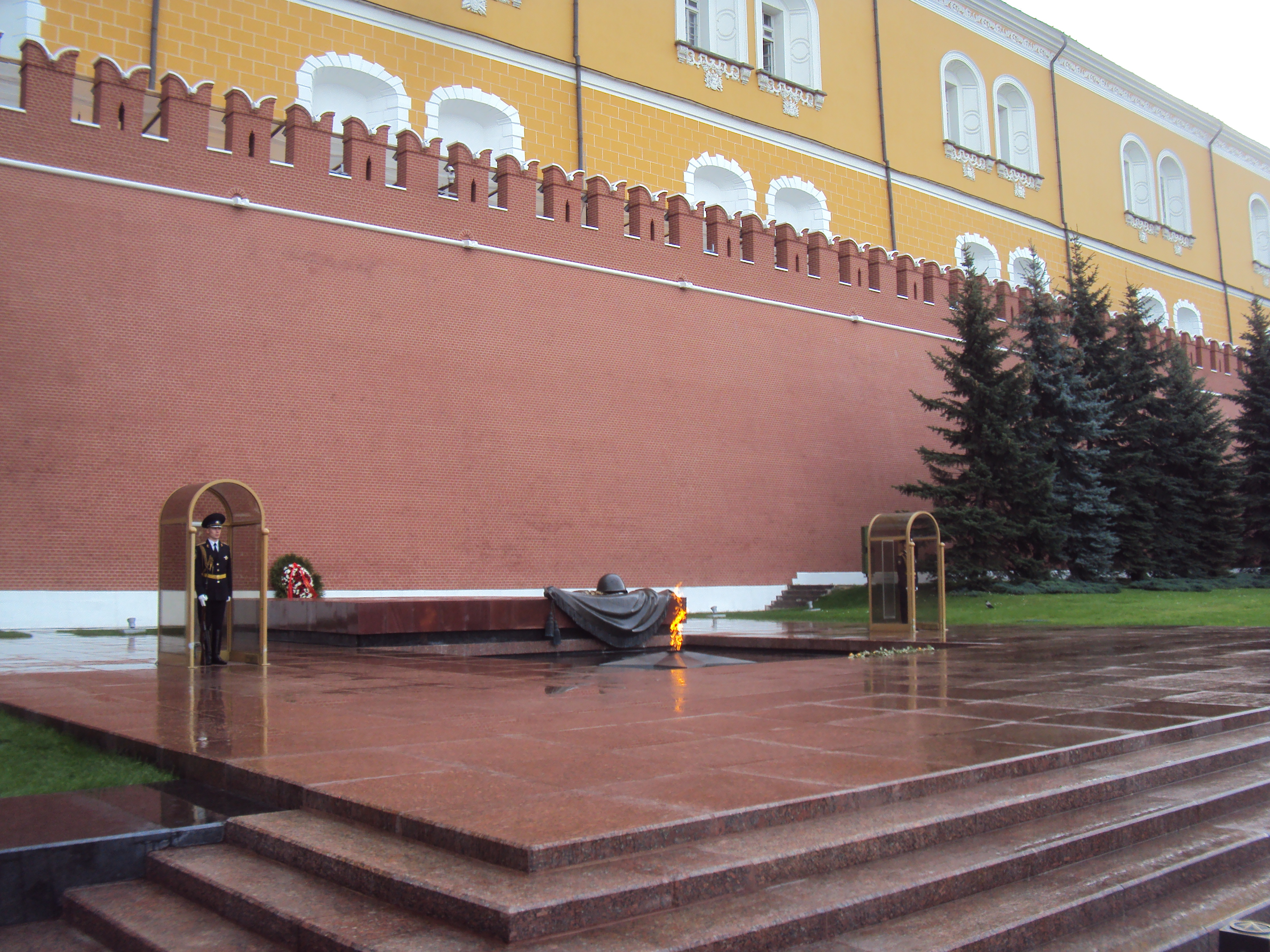
Grabmal des unbekannten Soldaten im Alexandergarten (1967 mit W. Klimow und J. Rabajew), Moskau
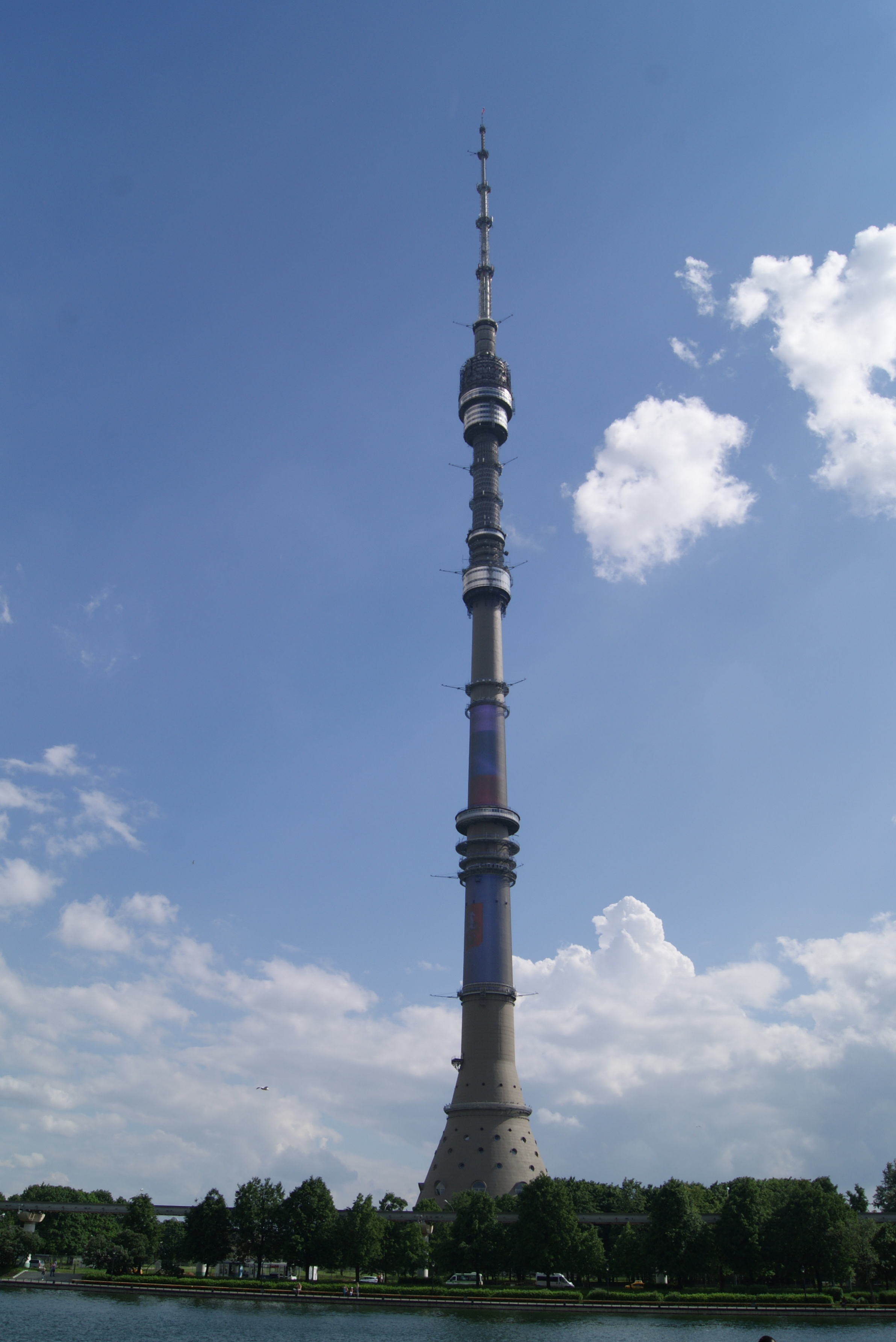
Fernsehturm Ostankino (1960–1967 mit L. I. Batalow, Moissei Abramowitsch Schkud, Lew Nikolajewitsch Schtschipakin und Nikolai Wassiljewitsch Nikitin)
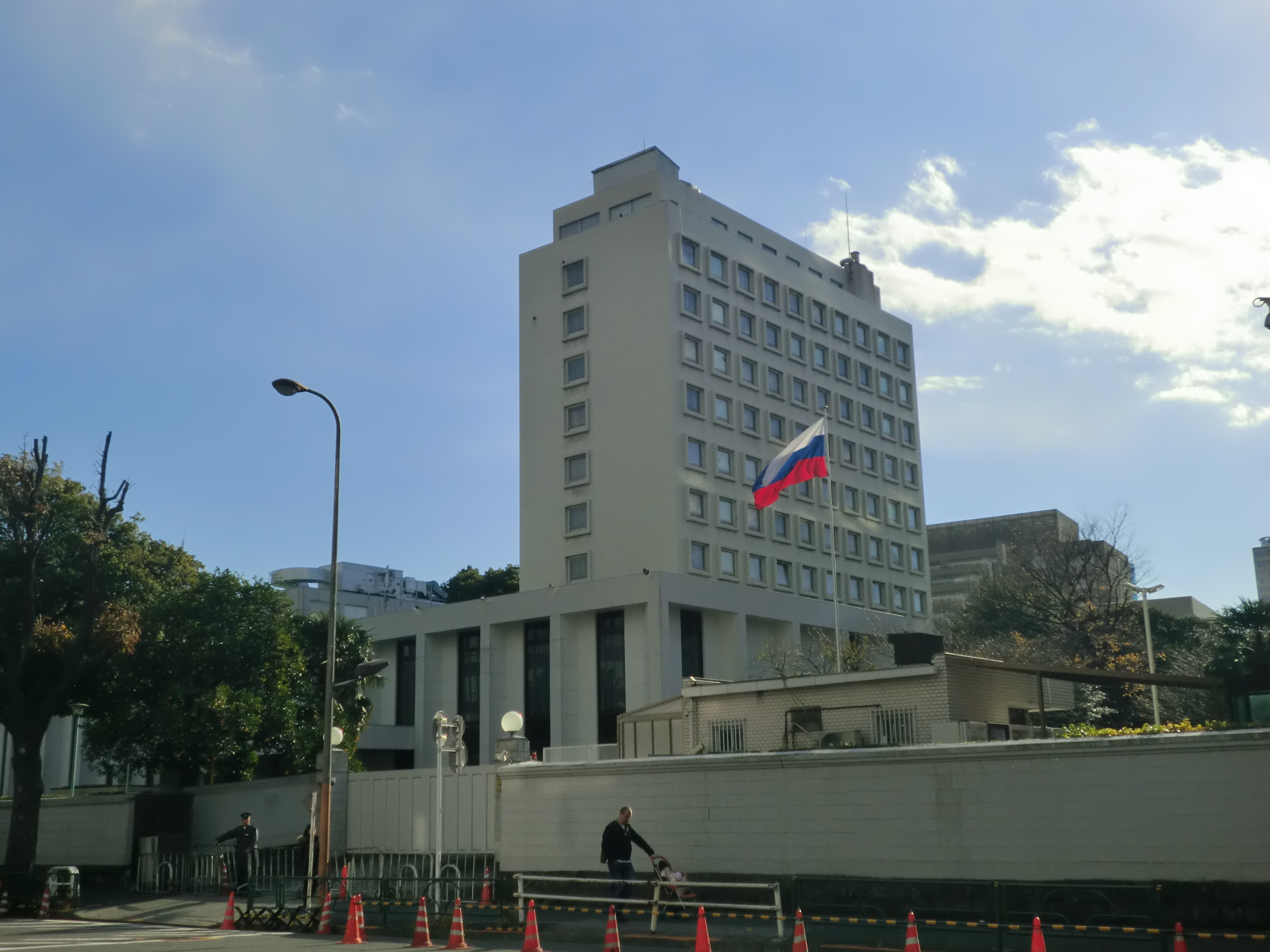
Botschaft der UdSSR in Tokio (1970er Jahre mit W. Klimow und M. Aruttschjan)
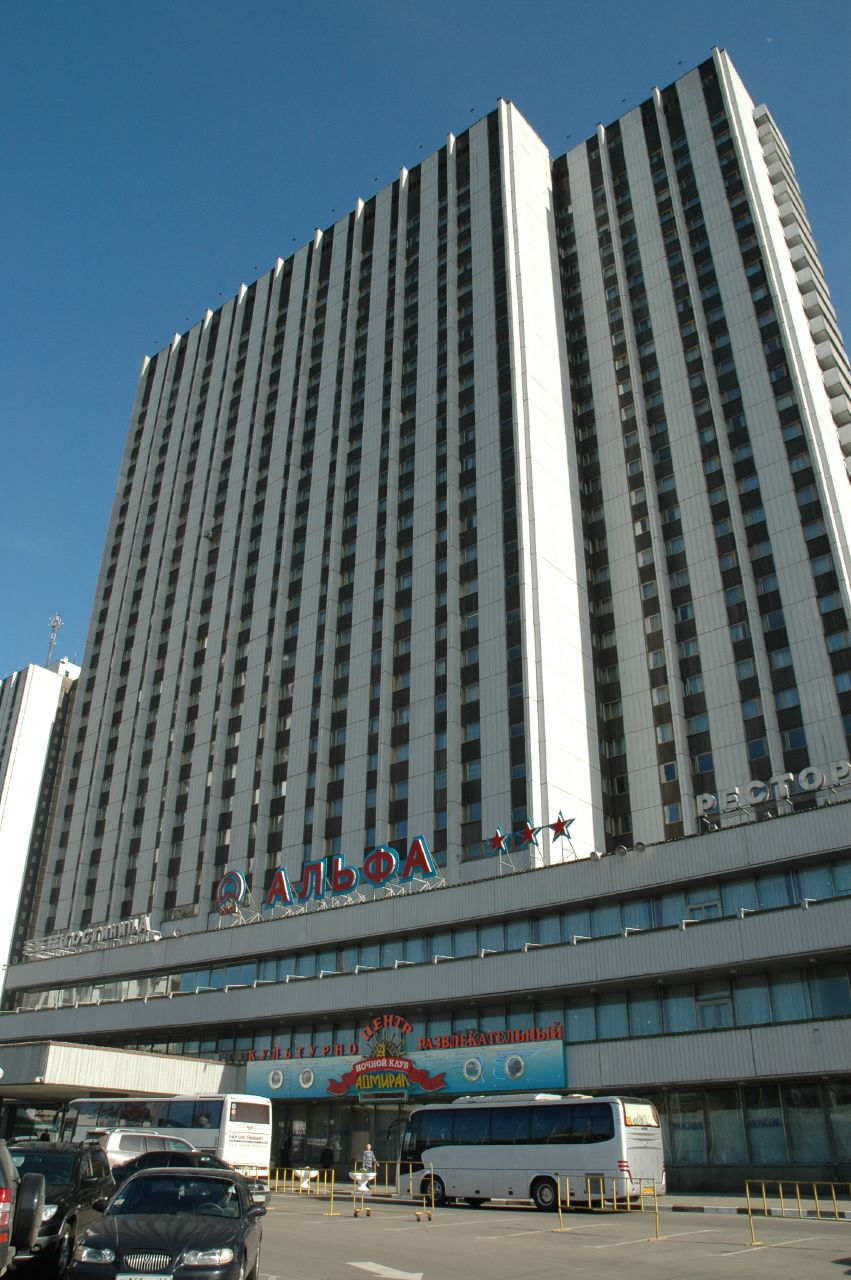
Hotel Ismailowo (1980 mit J. Rabajew), Moskau
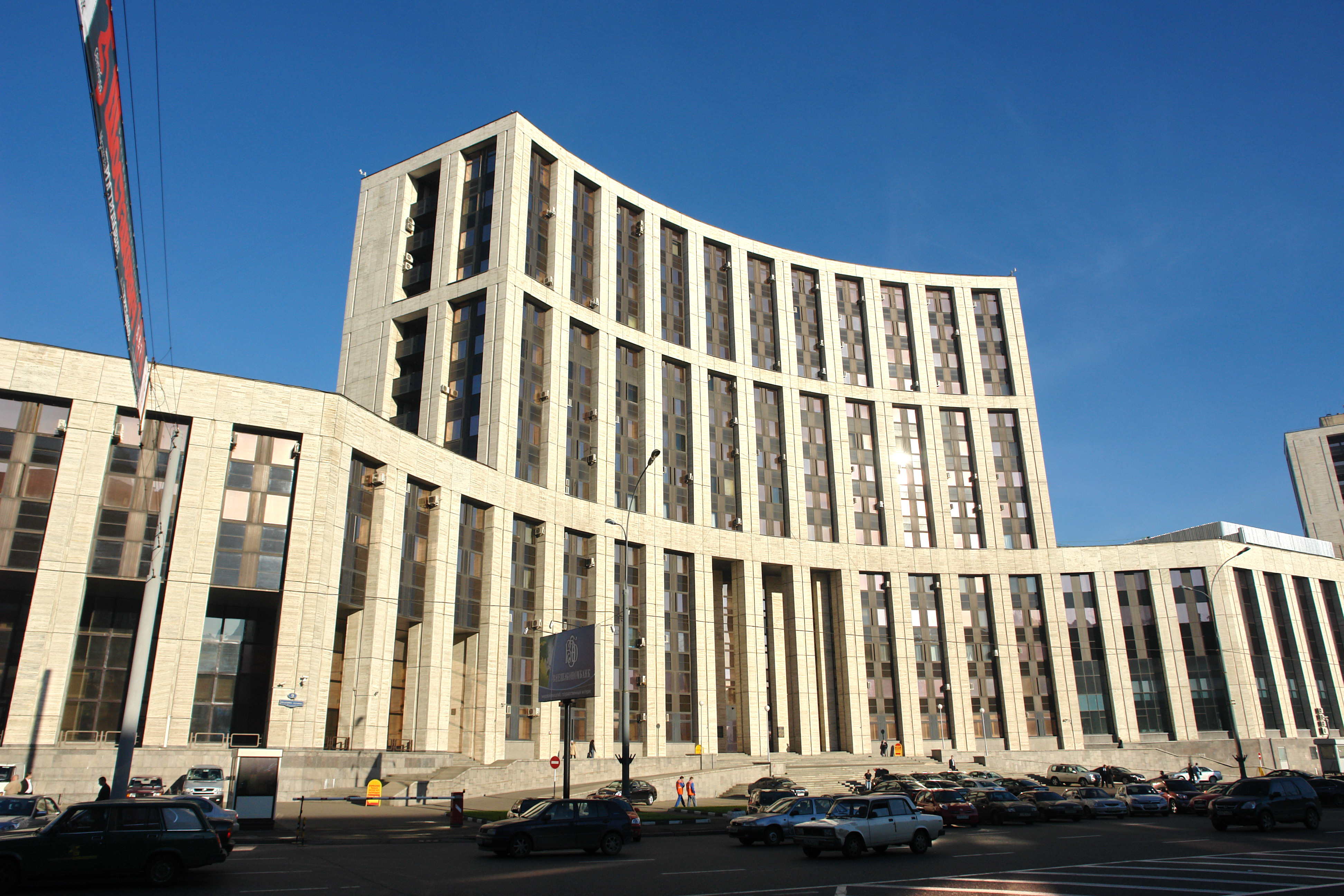
Bank für Entwicklung und Außenwirtschaft (1974–1986 mit W. Nesterow und anderen), Moskau